# عبد القادر قدورة
عبد القادر قدورة (1935- 2013 م) هو سياسي سوري. كان عضوًا بارزًا في جناح حزب البعث في سورية، في عهد الرئيس حافظ الأسد. عمل رئيسًا لمجلس الشعب (البرلمان السوري) سنوات طويلة من عقد التسعينيات. وفقد منصبه في القيادة القطرية لحزب البعث، عام 2005، حين عزل الرئيس السابق بشار الأسد العديد من المسؤولين من رجال عهد أبيه حافظ الأسد. وهو شقيق العالم الفيزيائي واللغوي الدكتور عبد الرزاق قدورة.

## النشأة
قدورة المولود في عام 1935 في قرية بريقة الشركسية، كان نجل إبراهيم المغربي مدير شرطة دمشق خلال عهد الرئيس محمد علي العابد (1932–1936). المغربي، الذي كان من أصل ليبي، كثيراً ما نصح ابنه أن لا يعمل في مجال السياسة، قائلاً، "الغريب يجب أن يتصرف...ماذا تعتقد أنك سوف تصبح، شكري قوتلي آخراً؟"
درس قدورة بإيجاز في الجامعة الأميركية في بيروت، ثم توجه إلى قسم الكيمياء بجامعة دمشق. خلال الخمسينات، صعد قدورة للشهرة كأحد النشطاء الطلاب في حزب البعث، قبل وقت طويل من مجيئه إلى السلطة، وشارك بمظاهرات لإسقاط نظام الرئيس أديب الشيشكلي في عام 1954. خلال السنوات الأولى من حكم حزب البعث، اعتقل مرتين، حيث أمضى ما مجموعة سنتين في السجن، وطرد من الحزب من قبل قائده، صلاح جديد، ولم يفرج عنه إلا بعد الحرب العربية الإسرائيلية عام 1967. وخلال فترة سجنه، أمضى وقتاً في سجن تدمر سيئ السمعة مع كبار السياسيين ما قبل البعث مثل رشدي الكيخيا، من حزب الشعب، الذي يقع مقره في حلب.

## المسيرة
أصبح قدورة عضو رفيع المستوى في الحكومة السورية بعد أن وصل حافظ الأسد إلى السلطة في عام 1970. عمل في القطاع العام الذي تديره الدولة، كرئيس تنفيذي لشركة تاميكو، في صناعة الطب، وأصبح نائب رئيس الوزراء للشؤون الاقتصادية في 1980–1985. شغل مرتين كرئيس وزراء بالإنابة، لكنه ترك وظيفته ليصبح رئيس المكتب الاقتصادي في القيادة القطرية لحزب البعث في الثمانينات. وأصبح قدورة رئيساً للبرلمان السوري في عام 1987، واحفتظ بهذه الوظيفة بدون توقف، حتى استبدل في عام 2003. قدورة هو رئيس مجلس الشعب الأطول بقاءاً في منصبه في تاريخ سوريا، يليها مباشرة فارس الخوري، الذي بقي في هذا المنصب لـ9 سنوات.

## الحياة الشخصية
تزوج من سيدة دمشقية من عائلة جواخي ولديه أربعة أبناء، نور الله ولؤي وعزة وليلى. ابنه البكر نور الله، ينشط كطبيب، وشاعر وموسيقي، ومتزوج من ابنة السفير الحالي لدى المملكة المتحدة، سامي خيامي. ابنه الأكبر قيس توفي في حادث سيارة في عام 1992، أثناء دراسته الطب في جامعة دمشق.